# Maite Carranza
Maite Carranza (ur. 25 lutego 1958 w Barcelonie) – hiszpańska pisarka i scenarzystka, twórczyni literatury dla dzieci i młodzieży. Z wykształcenia antropolog, pisze nie tylko książki dla dzieci i młodzieży, ale także scenariusze telewizyjne, wykłada również scenopisarstwo oraz literaturę na kilku prestiżowych uniwersytetach.
Przed literackim debiutem była nauczycielką w szkole średniej. Jej pierwsza powieść, wydana w 1986 roku (Ostres tu, quin cacau!) przyniosła jej rozgłos i została uhonorowana Critic’s Prize. Carranza jest autorką ponad czterdziestu książek dla młodych czytelników i cieszy się sympatią nie tylko odbiorców, ale również krytyków. Wielokrotnie nagradzana, jest laureatką wielu nagród. Największy rozgłos przyniosła jej trylogia Wojna czarownic, która ukazała się w Polsce nakładem Wydawnictwa Jaguar. Prawa do opublikowania historii Anaid zakupiły wydawnictwa z ponad 20 krajów (między innymi Niemcy, USA, Portugalia, Francja, Rosja, Korea).